# Derkacz
Derkacz, derkacz zwyczajny (Crex crex) – gatunek średniej wielkości ptaka z rodziny chruścieli (Rallidae). Wędrowny; w sezonie lęgowym zamieszkuje Eurazję, zimuje w Afryce na południe od równika. Większość obserwacji dotyczy jedynie jego charakterystycznego głosu, ponieważ jest to ptak bardzo płochliwy, o skrytym trybie życia.

## Systematyka
Derkacz jest jedynym przedstawicielem rodzaju Crex. Jest to gatunek monotypowy.

## Cechy gatunku
WyglądBrak wyraźnego dymorfizmu płciowego. Wierzch ciała rdzawobrązowy z ciemnymi, podłużnymi plamami. Boki głowy, szyja bez karku i pierś popielatoniebieskie, z delikatnym brązowawym nalotem. Boki w płowordzawe poprzeczne prążki. Młode wyglądają identycznie jak dorosłe, lecz są ogólnie bardziej brązowe.
Wymiary średniedługość ciała ok. 27–30 cm
rozpiętość skrzydeł ok. 42–53 cm
masa ciała: samiec 129–210 (średnio 165,5) g, samica 138–158 (średnio 145) g
GłosGłos to donośny, dwusylabowy terkot, przypominający „der der” (stąd polska nazwa) lub „kreks kreks” (stąd nazwa naukowa).

## Zasięg występowania
Derkacz zamieszkuje Europę poza jej północną i południową częścią oraz Azję po Zabajkale, skrajnie północny Iran, północno-zachodnie Chiny i środkową Syberię. Zimuje głównie we wschodniej i południowo-wschodniej Afryce od wschodniej Demokratycznej Republiki Konga i południowej Tanzanii po wschodnie RPA.
W Polsce to średnio liczny ptak lęgowy i przelotny. Gnieździ się w całym kraju, jednak jest to rozkład nierównomierny: liczniejszy jest na północnym wschodzie i wschodzie.

## Ekologia i zachowanie

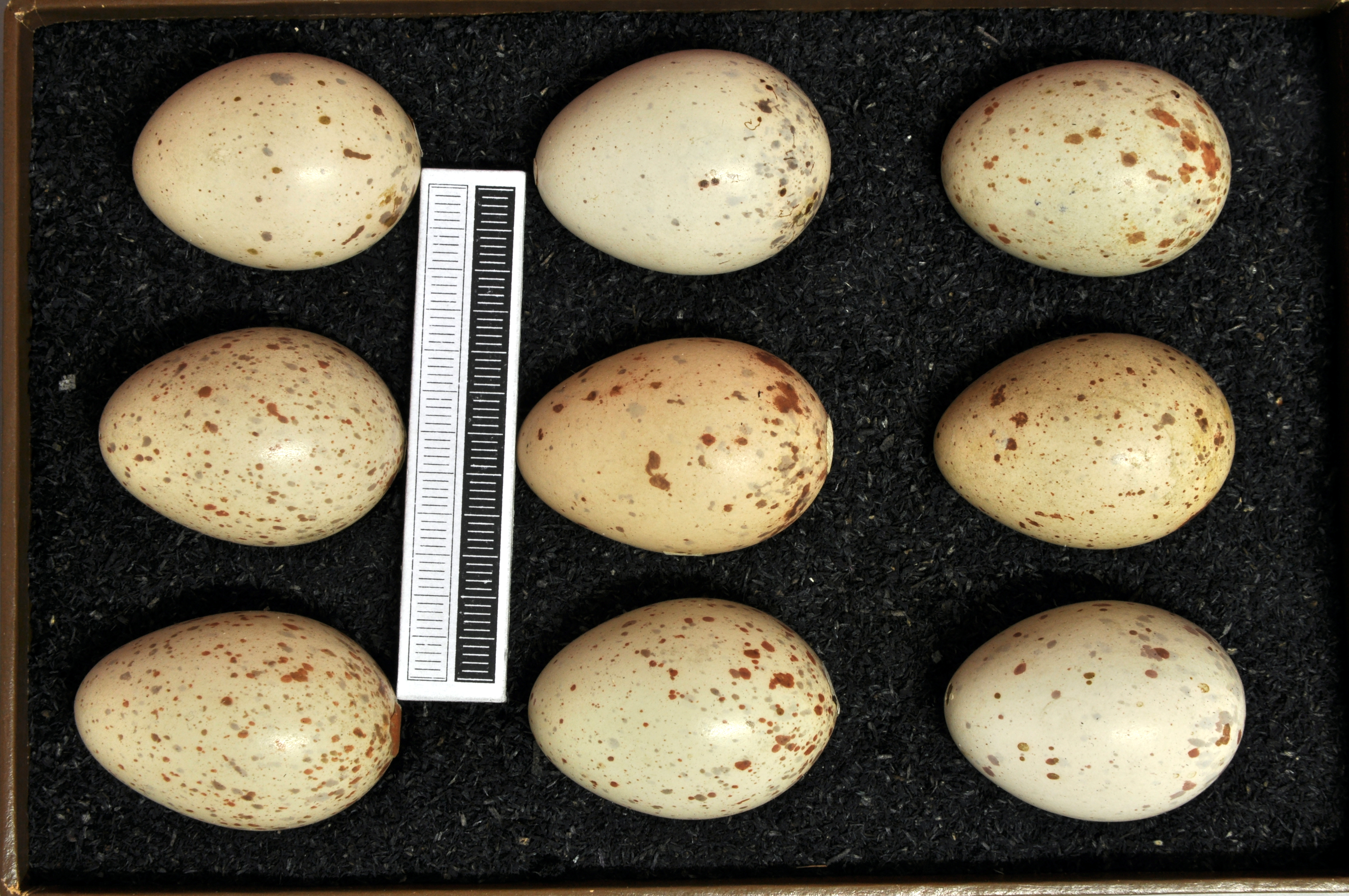
Jaja z kolekcji muzealnej

BiotopWilgotne łąki z wysoką roślinnością zielną i kępami krzewów, pola uprawne oraz suchsze miejsca na bagnach. Zasadniczo występuje na nizinach, jednak na Kaukazie i w Ałtaju zamieszkuje piętro hal do 3000 m n.p.m.
GniazdoNa ziemi, pod osłoną roślin zielnych lub wewnątrz krzewu.
JajaW ciągu roku wyprowadza jeden lęg, składając w kwietniu–sierpniu 8 do 14 jaj.
WysiadywanieJaja wysiadywane są przez okres 16–21 dni przez samicę (istnieją niepotwierdzone doniesienia o współudziale samca).
PisklętaRodzice karmią pisklęta tylko przez pierwsze 3 do 4 dni życia. Młode osiągają umiejętność latania w wieku ok. 6 tygodni.
PożywienieOwady i inne małe zwierzęta oraz nasiona i części zielone roślin.

## Status, zagrożenia i ochrona
Międzynarodowa Unia Ochrony Przyrody (IUCN) od 2010 roku uznaje derkacza za gatunek najmniejszej troski (LC – Least Concern); wcześniej, od 2004 roku był on klasyfikowany jako gatunek bliski zagrożenia (NT – Near Threatened), a od 1994 jako gatunek narażony (VU – Vulnerable). Liczebność światowej populacji szacowana jest na około 3–7 milionów dorosłych osobników. Ogólny trend liczebności populacji uznawany jest za stabilny.
W Polsce objęty ochroną gatunkową ścisłą, wymaga ochrony czynnej. Najlepszą jej formą jest opóźnienie koszenia części łąk wraz z corocznym, naprzemiennym wyłączaniem wybranych ich fragmentów z użytkowania. Według szacunków Monitoringu Pospolitych Ptaków Lęgowych, w latach 2013–2018 populacja derkacza na terenie kraju liczyła 39–52 tysiące tokujących samców. Pomiędzy 2007 a 2018 rokiem odnotowano spadek liczebności o około 26%. Na Czerwonej liście ptaków Polski derkacz sklasyfikowany został jako gatunek narażony (VU).
Dawniej derkacz był ptakiem szeroko rozpowszechnionym w całej Europie. Gwałtowne spadki liczebności w drugiej połowie XX wieku w krajach Europy Zachodniej, odznaczających się koncentracją i wysoką mechanizacją rolnictwa, doprowadziły do tego, że pod koniec wieku derkacz był tam już ptakiem bardzo rzadkim, a obecnie występuje już tylko lokalnie. Najliczniejsze populacje przetrwały w krajach byłego bloku wschodniego.
Najważniejszymi przyczynami zanikania derkacza są przekształcanie i zanik dogodnych dla niego siedlisk, zabudowywanie i osuszanie dolin rzecznych i bagien, mechanizacja gospodarki rolnej oraz zbyt wczesne koszenie łąk. Zwłaszcza te dwa ostatnie zjawiska powodują, że nawet tam, gdzie słyszy się większe ilości „derkających” ptaków w okresie lęgowym, nie obserwuje się pomyślnego wyprowadzania lęgów. Z kolei nawet w regionach silnie zurbanizowanych, w których tylko występują przyjazne dla tego ptaka biotopy, głównie wilgotne nieużytki, porośnięte roślinnością łąkową, obserwuje się pojawianie się tego ptaka. Tak jest np. na Górnym Śląsku, od Mysłowic przez Chorzów, Siemianowice Śląskie, Bytom po Gliwice, w rejonie Rybnika, Żor czy Jaworzna.